# خالد کبوب
خالد کبوب (عربی: خالد کبوب، عبری: חאלד כבוב، زاده ۱۹۵۸) یک قاضی عرب اسرائیلی است. کبوب در سال ۲۰۲۲ در دادگاه عالی اسرائیل منصوب شد و اولین عضو مسلمان آن شد.